# Marc Claudi Marcel (legat 102 aC)
Marc Claudi Marcel (en llatí Marcus Claudius Marcellus) va ser un militar i jutge romà de desconeguda relació amb la família Claudi Marcel, tot i que en formava part, i també de la gens Clàudia. Ciceró, com a distinció, l'anomena el pare d'Eserní (Marc Claudi Marcel Eserní (cònsol)).
Es menciona per primera vegada quan tenia un càrrec militar amb Gai Mari a la Gàl·lia l'any 102 aC quan va tenir un paper important en la derrota dels teutons a Aquae Sextiae. El 90 aC era lloctinent de Luci Juli Cèsar a la guerra social, i després de la derrota del cònsol romà, Marcel, amb un grup de soldats, es va tancar a la fortalesa d'Esèrnia al Samni on va resistir per força temps, fins que va ser obligat a rendir-se per manca de menjar. Aquest fet però, no demostra ni indica amb seguretat que els Marcel Eserní descendeixen d'aquest personatge.
Ciceró diu que va ser jutge el 81 aC en el judici contra Publi Quinti i també que era un orador de cert mèrit.